# Larry Christiansen
Larry Mark Christiansen (né le 27 juin 1956) est un grand maître d'échecs américain qui a remporté le championnat des États-Unis d'échecs en 1980, 1983, et 2002.
Au 1er mai 2010, son classement Elo est 2 578.

## Carrière aux échecs
Christiansen montre une force de jeu exceptionnelle dès son plus jeune âge. En 1971, il devient le plus jeune élève à remporter la coupe nationale inter-lycées.
Il remporte trois Championnats junior des États-Unis en 1973, 1974 et 1975. En 1977, alors qu'il est âgé de 21 ans, il devient grand maitre international sans avoir été maître international, une prouesse réalisée seulement par une petite poignée de joueurs.
En 1981, Christiansen finit premier ex æquo avec Anatoli Karpov au tournoi de Linares.
Il remporte le Championnat canadien de 2001. Il remporte également le tournoi open de Curaçao en 2008.
Christiansen a joué en équipe aux Olympiades pour les États-Unis en 1980, 1982, 1984, 1986, 1988, 1990, 1992, 1996 et 2002.
Lors du Championnat du monde de la Fédération internationale des échecs 1997-1998, il fut éliminé au premier tour par Ulf Andersson après départages. En novembre 2001, lors du Championnat du monde de la Fédération internationale des échecs 2001-2002, il fut éliminé au premier tour par Sergei Tiviakov.
En septembre 2002, il affronte Chessmaster 9000. Après un match de quatre parties, Christiansen perd sur un score de 1,5 contre 2,5. Ces parties commentées par Larry lui-même sont disponibles dans Chessmaster depuis la version 9000.
Lors de la Coupe du monde d'échecs 2013, il fut éliminé au premier tour par Laurent Fressinet.
Larry est aussi connu pour son esprit et son sens de l'humour, tout comme son enthousiasme lorsqu'il s'agit d'enseigner. Il est considéré comme l'un des joueurs les plus prolifiques sur internet, ayant joué plus de dix mille parties en ligne sur le serveur ICC. Il se décrit lui-même comme un joueur « agressif et tactique » et son ouverture favorite est la défense est-indienne.

## Une partie
Larry Christiansen - Florin Gheorghiu, Torremolinos, 1977
1. c4 c5 2. Cf3 Cf6 3. Cc3 e6 4. e3 d5 5. cxd5 Cxd5 6. d4 cxd4 7. exd4 Fe7 8. Fd3 Cc6 9. 0-0 0-0 10. Te1 10...Cf6 11. a3 b6 12. Fc2 Fb7 13. Dd3 g6 14. Fh6 Te8 15. Tad1 Tc8 16. Fb3 Ca5 17. Fa2 Cd5 18. Ce4 Tc7 19. Ce5 Ff8 20. Fg5 Fe7 21. Fxe7 Texe7 22. Fxd5 exd5! 23. Cf6+ Rg7 24. Dh3 h5 25. Cxh5+! gxh5 26. Td3 Dh8 27. Tg3+ Rf8 28. Tg5 Te6 29. Dxe6! fxe6 30. Cg6+ Rg7 31. Cxh8 Rxh8 32. Txh5+ Rg7 33. h4 Cc6 34. Txe6 Cxd4 35. Tg5+ Rh7 36. Td6 Tf7 37. f3 Cf5?? 38. Txf5! Txf5 39. Td7+ Rg6 40. Txb7 Tf4 41. Txa7 1-0.

## Publications
Larry Christiansen est l'auteur de deux ouvrages populaires sur les échecs qui sont une parfaite illustration de son style de jeu agressif :
- Storming the Barricades. Gambit Publications, 2000.  (ISBN 978-1-901983-25-8).
- Rocking the Ramparts, Batsford, 2004.  (ISBN 0-7134-8776-3)